# StEG II 1257–1271
Die StEG II 1257–1272 waren Güterzug-Schlepptenderlokomotiven der Staats-Eisenbahn-Gesellschaft (StEG), einer privaten Eisenbahngesellschaft Österreich-Ungarns.

## Geschichte
Da die Betriebsergebnisse der Vorgängerbaureihe (StEG-Reihe Vn – bei den ČSD Baureihe 414.3) nicht befriedigte, wurden von der Lokomotivfabrik der StEG in Wien in den Jahren 1894 bis 1897 zuerst 15 Maschinen (1257–1271), 1897 bis 1900 noch vier Maschinen geliefert.
1897 wurden sie im dritten Bezeichnungsschema der StEG 4401–4419.
Die ersten Maschinen kamen zuerst zum Heizhaus in Veselí nad Moravou, nach der Verstaatlichung wurden sie Eigentum der kkStB und erhielten die Reihenbezeichnung 175, ihre Tender die Bezeichnung 38.07 bis 25.
Im Jahr 1918 wurden die Maschinen Eigentum der ČSD, sie wurden als 414.4 eingereiht und ihre Tender erhielten die Bezeichnung 312.103 bis 121.
Eingesetzt wurden sie in verschiedenen Bahndienststellen, ab 1938 verlagerte sich ihr Einsatzgebiet in den Osten der Tschechoslowakei.
Während dieser Einsatzzeit wurden die Maschinen modernisiert durch die Nachrüstung einer Druckluftbremse Bauart Westinghouse, einer Schmierpresse, und zum Ende erhielt sie eine elektrische Beleuchtung.
Vom Personal erhielt sie wegen des Verbrauchs minderwertiger Kohle den Spitznamen „Pracharny“ (deutsch: Pulvermühle).
Die erste ausgemusterte Lokomotive war 414.403 im Jahr 1938, im Jahr 1953 folgte 414.411, und danach verabschiedeten sich die Lokomotiven massenhaft aus dem Maschinendienst, manche mit geändertem Kessel.
Zuletzt wurden die 414.404 und 407 im Jahr 1968 ausgesondert.
Die Lokomotive 414.404 ist heute Eigentum des Technischen Nationalmuseums Prag und steht heute im Eisenbahnmuseum Jaroměř, die 414.407 ist Ausstellungsobjekt im Eisenbahnmuseum in Křimov.

## Technische Merkmale

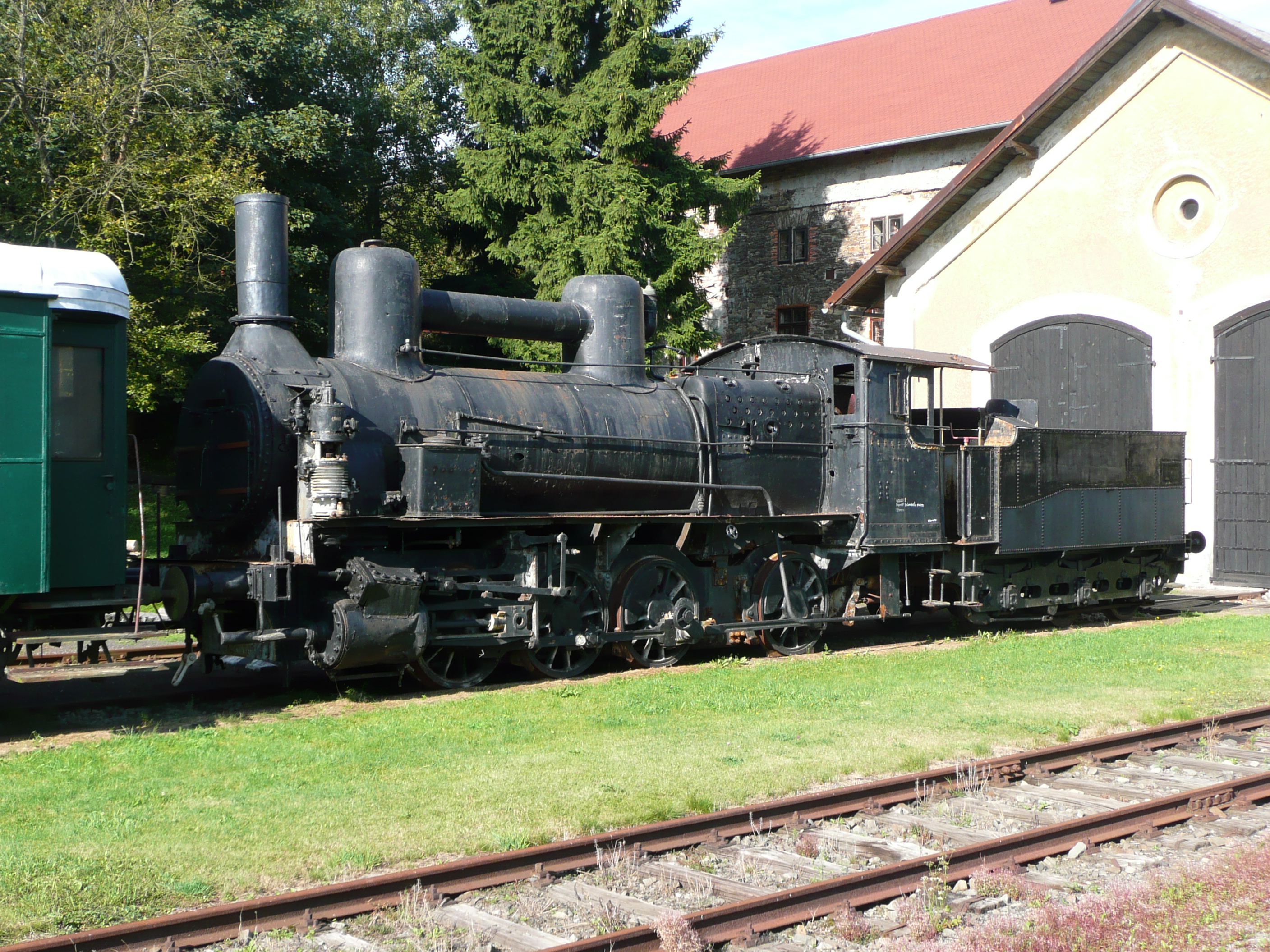
414.407 im Bahnhof Křimov, Zustand 2009

Wesentliche Veränderungen gegenüber der Reihe Vn erfuhr der Kessel, dessen Kasten um 400 mm gekürzt wurde.
Es kam zu einer Verlängerung der Brenn- und Rauchkammer, was das Verhältnis zwischen Rost- und Heizfläche des Kessels günstig veränderte.
Die Zahl der Heizrohre blieb unverändert, die Gesamtheizfläche konnte erhöht werden.
Die Rostfläche des Stehkessels Bauart Belpaire verkleinerte sich auf 3,24 m², der Kesseldruck wurde auf 12 atm erhöht.
Die Dampfmaschine blieb, von einigen kleineren Änderungen abgesehen, unverändert.
Einige Fahrzeuge wurden mit einer Gegendruckbremse Bauart Lechatelier ausgerüstet, die letzten drei Maschinen erhielten eine Saugluftbremse und einen Geschwindigkeitsmesser Bauart Haushälter.
Die Leistung der Lokomotive konnte auf 470 kW gegenüber 430 kW der Baureihe Vn (ČSD-Baureihe 414.3) gesteigert werden.
Im Vergleich mit der Reihe kkStB 73 (bei den ČSD Baureihe 414.0) hatte sie eine bessere Reibungsmasse, allein ihr Nachteil war die niedrige zulässige Geschwindigkeit von 35 km/h.